# 타락천사

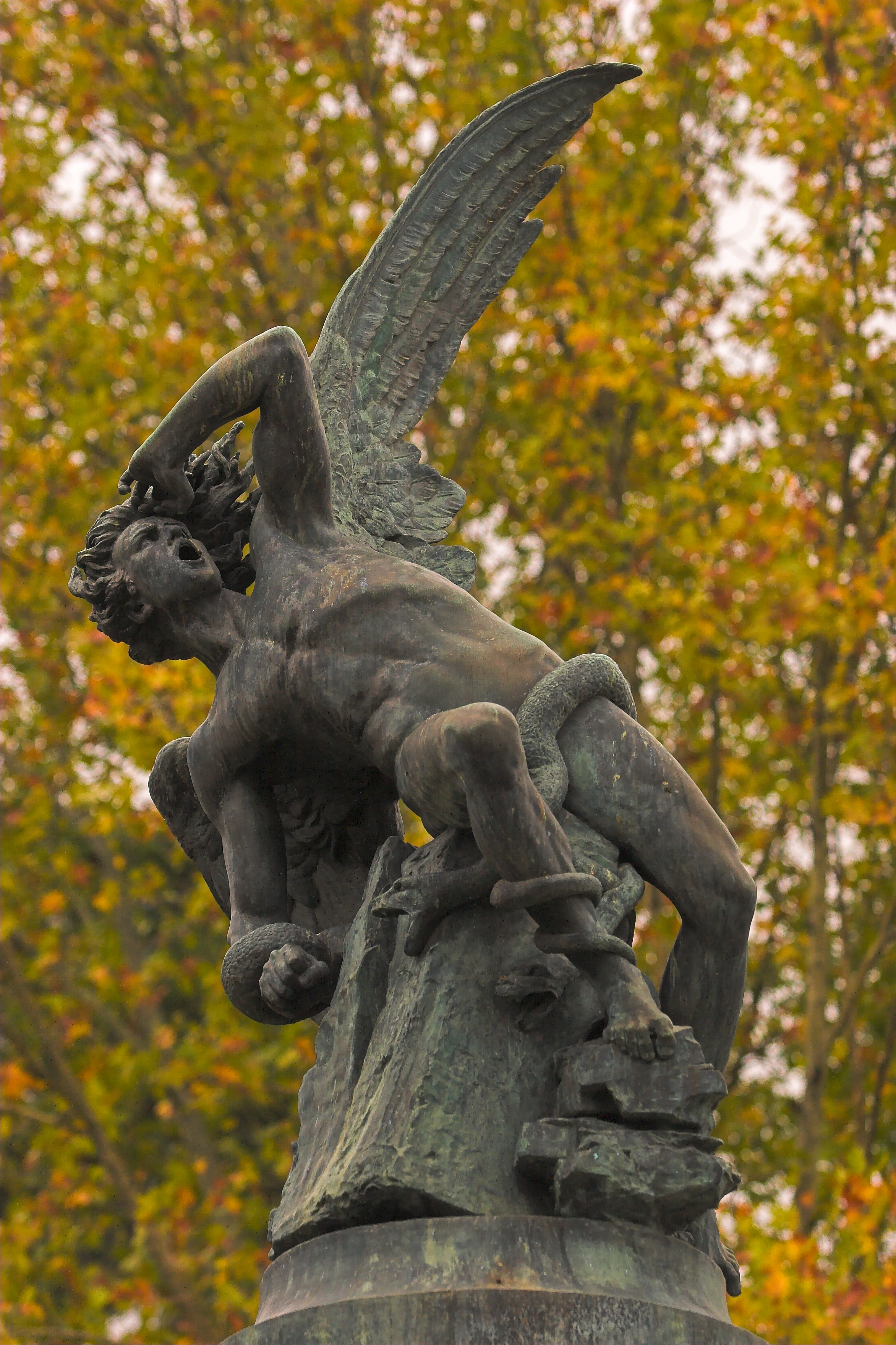
스페인 마드리드의 부엔 레티로 공원에 있는 타락천사상.

타락천사(墮落天使)는 유대교, 기독교, 이슬람교 등의 종교에서 하늘나라에서 추방당한 천사를 일컫는 말이다. 이들이 하늘나라에서 추방당한 이유는 대개 질투나 교만, 자유의지 등의 이유로 악행을 저지르고 하느님의 뜻을 거슬렀거나 하느님에게 대항하여 반란을 일으킨 결과로 알려져 있다. 또한, 타락천사들은 하느님이 사랑하는 인간들을 공격하거나 죄를 지어 타락하게 만든다고 한다.

## 유대교
일부종파에서 인정되는 외경 에녹서에 따르면 하늘나라에서 반역을 도모한 200명의 천사 무리 또는 욕정에 굴복하여 천상에서 지상으로 내려와 인간 여자들과 결혼하여 아이를 낳고, 사람들에게 온갖 나쁜 기술을 가르친 감시자에 대해 자세히 나와 있다. 이들 타락천사와 인간 여자 사이에는 나필족이라는 거인족이 태어났다고 한다.

## 신약성경

### 베드로후서와 유다서
신약성경 중에서 타락천사에 대한 직접적인 언급은 베드로의 둘째 서간과 유다 서간에서 발견되는데, 여기에서 ‘자기 거주지를 이탈하여 사슬에 묶여 어둠 속에 갇히게 되었다’는 말을 볼 때 이들이 죄를 지어 하늘나라에서 추방되었음을 암시하고 있다.
| “ | 사실 하느님께서는 죄를 지은 천사들을 그냥 보아 넘기지 않으시고, 어둠의 사슬로 지옥에 가두시어 심판을 받을 때까지 갇혀 있게 하셨습니다. | ” |
|   | — 베드로 후서 2-4 |   |

| “ | 자기 영역을 지키지 않고 거주지를 이탈한 천사들도 저 중대한 날에 심판하시려고 영원한 사슬로 묶어 어둠 속에 가두어 두셨습니다. | ” |
|   | — 유다 1-6 |   |

### 기타 언급
이밖에도 다른 신약성경에도 타락천사들을 암시하는 내용을 담고 있다. 요한 묵시록 12장에 나오는 ‘하늘의 전쟁’과 마태오 복음서 25장에서 예수 그리스도가 최후의 심판이 도래하면 악인들에게 판결을 선고할 때 말할 “저주받은 자들아, 나에게서 떠나 악마와 그 부하들을 위하여 준비된 영원한 불 속으로 들어가라.”라는 구절이다. 비록 마태오 복음서와 요한 묵시록의 두 구절이 베드로의 둘째 서간이나 유다 서간처럼 천사들의 타락에 대해 구체적으로 언급하고 있지는 않지만, 종말론적 성격을 은연중에 내포하고 있다. 루카 복음서 10장 18절에서 예수 그리스도는 “나는 사탄이 번개처럼 하늘에서 떨어지는 것을 보았다.”라고 말하였다. 여기서 사탄이 하늘에서 떨어졌다는 표현은 사탄이 원래는 천사였지만, 죄를 짓고 타락하여 하늘나라에서 쫓겨났다는 것을 의미하는 것으로 해석된다.

## 초기 기독교
서기 5세기 이래, 기독교에서는 악마의 이름으로 ‘루치펠(Lucifer)’을 자주 언급하기 시작하였다. 이는 오리게네스를 비롯한 몇몇 교부들이 이사야서 14장 3절-20절 구절을 라틴어로 ‘새벽 별’, ‘샛별’을 뜻하는 루치펠이라는 이름을 지닌 하늘에서 떨어진 어떤 사악한 존재를 가리키는 것이라고 해석한데서 기인한다. 그러나 라틴어로 ‘빛나는 존재’를 뜻하는 루치펠은 성경 어디에도 사탄을 의미하지 않는다. 하지만 어떤 이들은 이 구절이 스스로 신이라 자처하였다가 나중에 하느님에 의해 내동댕이쳐진 바빌론의 왕을 묘사한 것이라고 해석한다. 실제로 에제키엘서에서도 티로의 왕을 묘사할 때 이사야서와 같은 방식의 묘사 방식을 사용하기도 하였다. 한국어 성경 중 이사야서 14장 12절의 ‘여명의 아들’로 번역된 부분의 그리스어 70인역 성경에는 라틴어 루치펠과 동의어인 Ἑωσφόρος(헤소포루스, “빛을 가져온 자”)로 되어 있다. 베드로의 둘째 서간 1장 19절에 샛별로 번역된 부분은 헤소포루스가 아니라 포스포루스(φωσφόρος)로서 이 단어는 성경 그 어디에도 사탄을 지칭하는 말로 사용되지 않았다.
존 밀턴의 실낙원을 비롯하여 후대의 많은 작가들에 의해 루치펠은 악마들의 우두머리를 가리키는 이름으로 사용되었다. 밀턴은 자신의 작품에서 타락하기 전의 루치펠을 “과거 천사들 중에서 가장 빛나는 존재였으며, 별들 가운데 가장 빛나는 태양보다도 더 빛났었다.”라고 묘사하였다.

## 타락천사들의 구원 문제
가톨릭교회 교리서에 따르면, 천사는 본래 선한 본성을 지닌 존재로 창조되었으나 나중에 몇몇이 악에 물들어 타락하여 악마가 되었다고 한다. 악마는 완전히 악한 존재이기 때문에 인간과는 달리 회개할 수도 구원받을 수도 없기 때문에 최후의 심판을 피할 길이 없다. 즉 하느님에게 반역한 천사들의 죄는 용서받을 길이 없으며 영원한 벌을 받게 되는 것이다. 마태오 복음서 12장 32절에서 예수 그리스도는 영원한 벌에 대해 “현세에서도 내세에서도 용서받지 못할 것이다.”라면서 분명히 하고 있다.

## 같이 보기
- 사탄
- 악마
- 천사
- 하늘의 전쟁